# 慶伊瀨島
26°15′44″N 127°33′52″E / 26.26222°N 127.56444°E

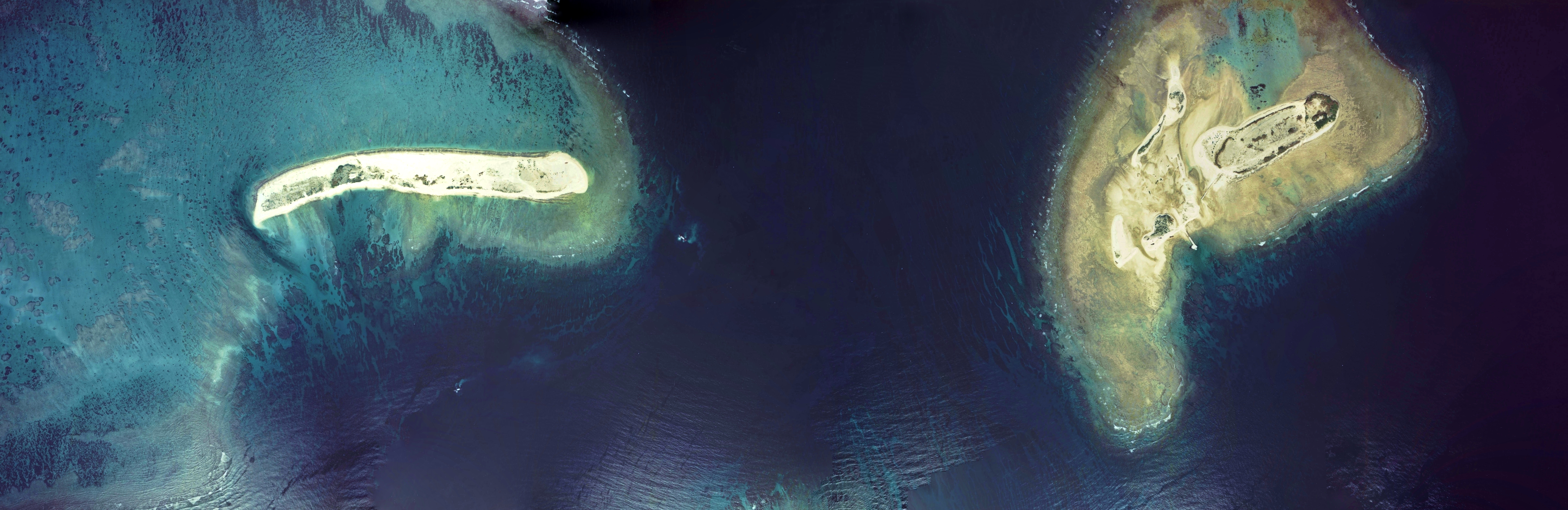
慶伊瀨島

慶伊瀨島（日语：／ Keise-shima、琉球語：／ ）位於沖繩島那霸港以西約12公里處東中國海中的一個島嶼，由三個環礁島組成。慶伊瀨島屬於慶良間群島，行政區域上屬於沖繩縣島尻郡渡嘉敷村。
慶伊瀨島位於慶良間群島的最東側，在渡嘉敷島、前島和沖繩島之間的位置。距離渡嘉敷島約20公里，離那霸市更近。
慶伊瀨島的三個環礁島分別是神山島、クエフ島、ナガンヌ島，都是無人島，其中神山島上設有燈塔。